# Diplazium diplazioides
Diplazium diplazioides är en majbräkenväxtart som först beskrevs av Johann Friedrich Klotzsch och Hermann Karsten och som fick sitt nu gällande namn av Arthur Hugh Garfit Alston.
Diplazium diplazioides ingår i släktet Diplazium och familjen Athyriaceae. Inga underarter finns listade i Catalogue of Life.